# A Killer Among Friends
A Killer Among Friends is een Amerikaanse televisiefilm uit 1992 onder regie van Charles Robert Carner. De film is gebaseerd op een waargebeurd verhaal uit 1985.

## Verhaal
Een van de hoofdpersonen is Ellen Holloway, een jaloerse, psychotische en zeer boosaardige tiener. Samen met twee andere meisjes, Kathy en Carla, vermoordt Ellen in het bos haar beste vriendin Jenny Monroe, uit jaloezie omdat Jenny zoveel mooier en populairder is dan zijzelf en verkering heeft met zowel Ellens ex-vriend Steve als haar huidige vriend Dan. Een paar dagen later wordt Jenny's lichaam in een beekje gevonden, onder een groot stuk hout. 
Ellen trekt hierop met haar pasgeboren dochter Celeste in bij de rouwende familie Monroe. Ze zegt tegen Jenny's moeder Jean dat ze graag de plaats van Jenny in wil nemen en mee wil helpen de moordenaar op te sporen, in werkelijkheid doet ze dit omdat ze het leed dat Jean doormaakt van dichtbij wil meemaken. Wanneer Kathy Ellen wil verraden, bedreigt Ellen ook haar met de dood, waarop Kathy de stad uit vlucht.  Ellen doet vervolgens alsof ze meewerkt aan het politie-onderzoek, terwijl ze in werkelijkheid op deze manier de aandacht van zichzelf weet af te leiden. Allerlei mensen komen als verdachten in het vizier, behalve Ellen zelf. Ellen beschuldigt onder anderen haar eigen ex-vriend, in de hoop dat Jenny's broer Greg hem zal vermoorden, maar dit mislukt.
Jaren later biecht de door wroeging geplaagde Kathy alsnog alles op tegenover de politie. Carla en Ellen worden gearresteerd en tot 15 jaar gevangenisstraf veroordeeld. 

## Achtergronden
De film vertelt niet alleen waarom Ellen Holloway en haar vriendinnen de moord gepleegd hebben, ook het intens sadistische karakter van Ellen staat volledig centraal.

## Rolverdeling
| Acteur                 | Personage                 |
| ---------------------- | ------------------------- |
| Patty Duke             | Jean Monroe               |
| Margaret Welsh         | Ellen Holloway            |
| Tiffani-Amber Thiessen | Jenny Monroe              |
| Angie Rae McKinney     | Carla Lewis               |
| David Cubitt           | Greg Monroe               |
| Loretta Swit           | Detective Patricia Staley |
| Chad Todhunter         | Adam Monroe               |